# Vuit Testimonis
Els Vuit Testimonis van ser un dels dos grups de testimonis que van fer declaracions afirmant que havien vist les planxes d'or que Joseph Smith va dir que eren el seu material d'origen per al Llibre de Mormó.

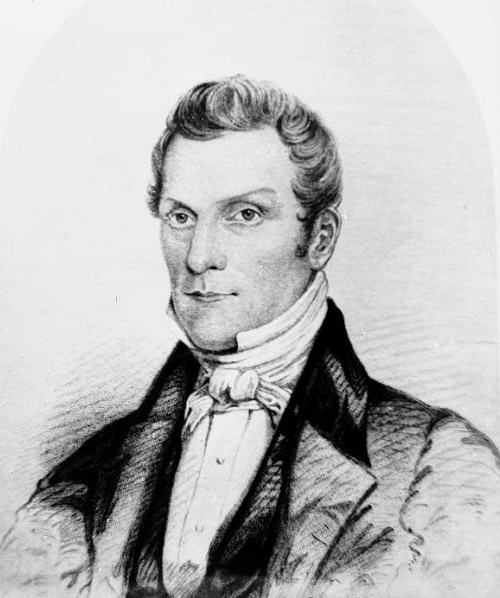
Hyrum Smith
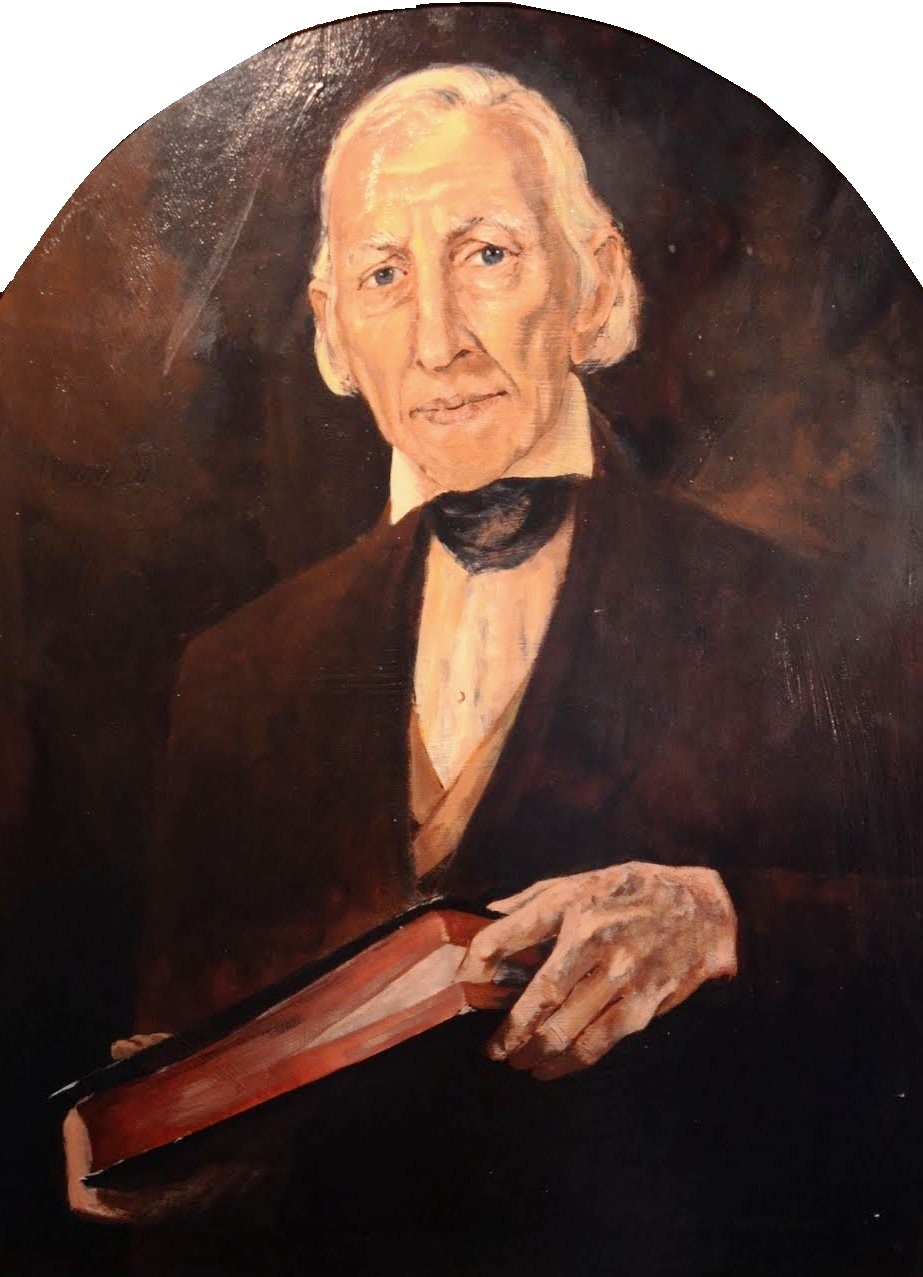
Joseph Smith Sr
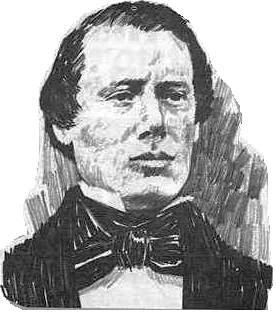
Samuel H. Smit
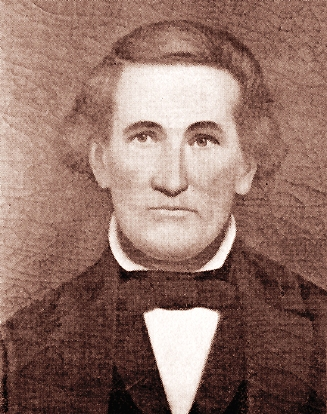
Jacob Whitmer
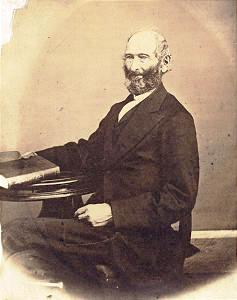
John Whitmer

No hi ha imatges de Hiram Page, Christian Whitmer, i Peter Whitmer Jr.
Un grup de testimonis anteriors que van dir que havien vist les planxes es deien els «Tres Testimonis».

## ElTestimoni dels Vuit Testimonis
El Testimoni de Vuit Testimonis es va publicar per primera vegada al final de l'edició de 1830 del Llibre de Mormó i s'ha imprès en gairebé totes les edicions des d'aleshores, tot i que la majoria de les edicions posteriors van traslladar la declaració al capdavant del llibre i van incloure correccions gramaticals menors.
| « | Que sigui conegut per totes les nacions, tribus, llengües i pobles a qui arribarà aquesta obra: Que Joseph Smith, Jr., el traductor d'aquesta obra, ens ha mostrat les planxes de les quals s'ha parlat, que tenen l'aparença d'or; i tantes de les fulles com ha traduït l'esmentat Smith, vam manipular amb les nostres mans; i també hi vam veure els gravats, tots els quals tenen l'aparença d'obra antiga i d'obra curiosa. I això donem testimoni amb paraules de sobrietat, que l'esmentat Smith ens ha mostrat, perquè hem vist i sopesat, i sabem amb certesa que l'esmentat Smith té les plaques de les quals hem parlat. I donem els nostres noms al món, per donar testimoni al món del que hem vist. I no mentim, Déu n'és testimoni. Christian Whitmer Jacob Whitmer Peter Whitmer, Jr. John Whitmer Hiram Page Joseph Smith, Sen. Hyrum Smith Samuel H. Smith | » |

A diferència dels Tres Testimonis, els Vuit van declarar que tots van veure i manipular les plaques. Una altra diferència és que els Vuit van testimoniar que Joseph Smith els va mostrar les plaques en lloc d'un àngel com els Tres Testimonis.

## Configuració
Cap a finals de juny de 1829, a la casa de Peter Whitmer Sr. a Fayette, Nova York, Joseph Smith (amb Oliver Cowdery com a escriba) va acabar la traducció del Llibre de Mormó. Cap al final del procés de traducció, es va traduir una profecia del Segon Llibre de Nefi que tres, i «uns quants més», podrien veure les planxes d'or. Posteriorment, el 28 de juny de 1829, prop de la granja de Whitmer, els Tres Testimonis van tenir la seva experiència.
Després, les famílies Smith i Whitmer van viatjar a la casa de Joseph Smith, Sr. a Palmyra, Nova York. El 2 de juliol de 1829, prop de la casa de Smith, els Vuit Testimonis van dir que van veure i manipular les planxes d'or.

## Sobre els testimonis
Els Vuit Testimonis eren tots membres de les famílies Whitmer o Smith: Christian Whitmer, Jacob Whitmer, Peter Whitmer Jr., John Whitmer, Hiram Page, Joseph Smith Sr., Hyrum Smith i Samuel H. Smith. Joseph Smith Sr. era el pare de Joseph Smith, i Hyrum i Samuel eren els seus germans. Christian, Jacob, Peter Jr. i John eren germans de David Whitmer, i Hiram Page era el seu cunyat. En assenyalar la relació familiar entre els testimonis, el satíric Mark Twain va escriure: «No em podria sentir més satisfet i en repòs si tota la família Whitmer hagués testificat».

### Divisió amb Smith
El 1838, els membres vius de la família Whitmer (Christian Whitmer i Peter Whitmer Jr. van morir el 1835 i el 1836, respectivament) es van allunyar de Smith durant una lluita de lideratge a Far West, Missouri, i tots van ser excomuniats juntament amb altres dissidents i van fugir del comptat de Caldwell després de rebre un ultimàtum dels danites. Després de la mort de Smith, cap dels Whitmer es va unir al grup que estava dirigit per Brigham Young i que es convertiria en l'Església de Jesucrist dels Sants dels Últims Dies.
No obstant això, malgrat l'allunyament de la família Whitmer, hi ha poques evidències que cap dels Vuit Testimonis negués el seu testimoni sobre l'autenticitat del Llibre de Mormó o de les planxes d'or.